# Tour horloge de Bab al-Faradj
La tour horloge de Bab al-Faradj (en arabe : برج ساعة باب الفرج), ce qui signifie tour horloge de la Porte de la Délivrance, est une tour horloge située à Alep, deuxième ville de Syrie, dans le nord du pays. C'est l'un des symboles phares de la ville. 

## Description

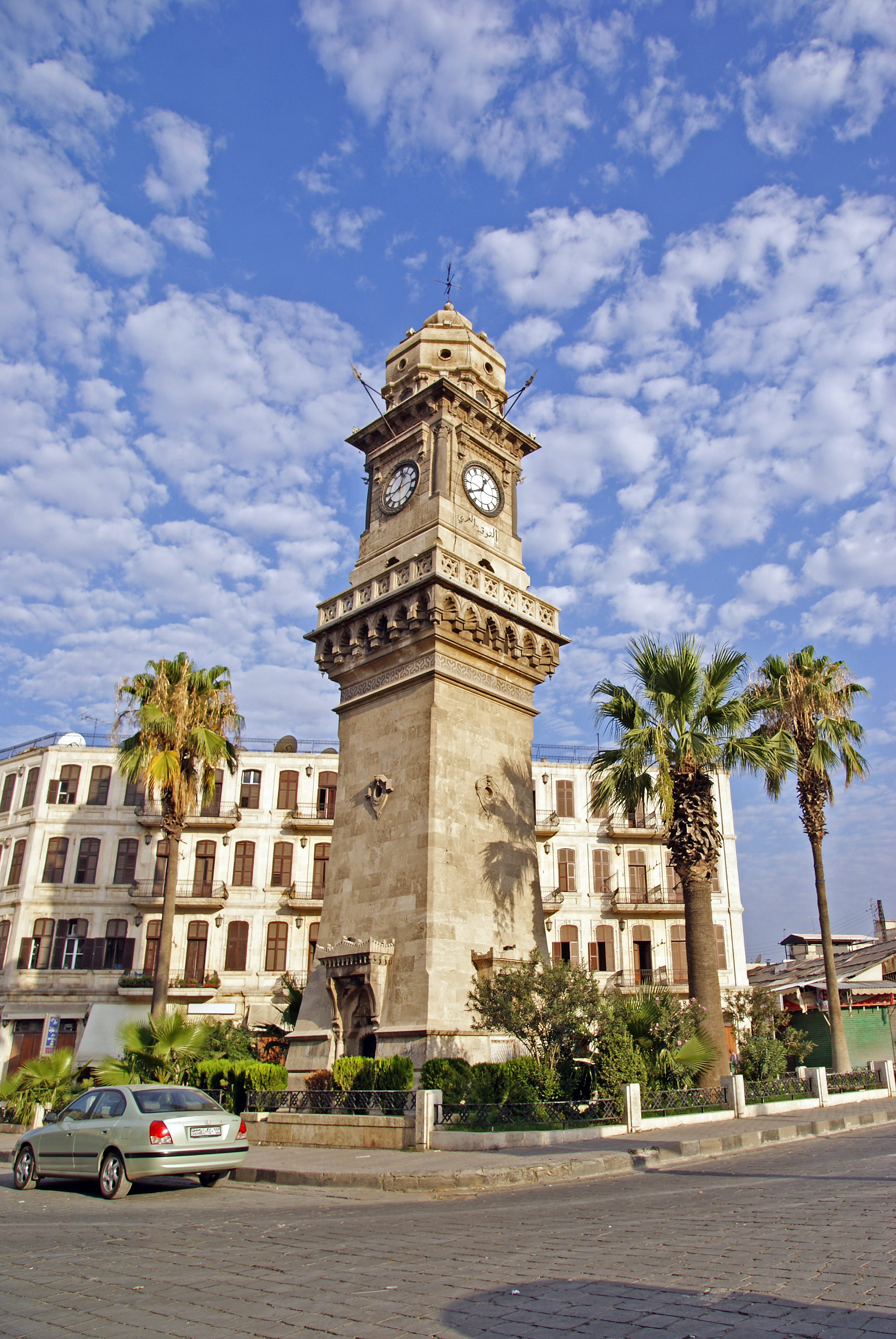
La tour horloge de Bab al-Faradj. Mars 2009.

Elle ressemble à un minaret trapu, ses quatre faces, avec chacune une horloge, étant identiques et ornées de mouqarnas.
Elle se trouve sur la place du même nom, à l'emplacement de l'une des neuf anciennes portes d'entrée d'Alep et adjacente au bâtiment de la bibliothèque nationale d'Alep.

## Histoire

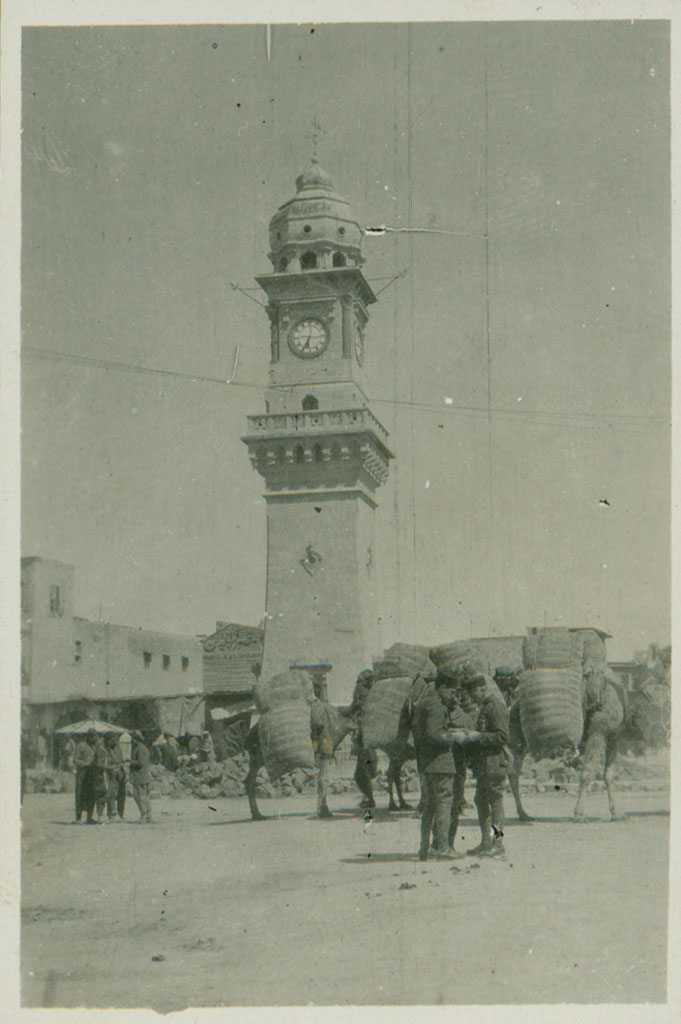
La tour en 1919.

Elle a été construite en 1898-1899 par le Français Charles Chartier à l'époque ottomane, alors que la ville était sous l'administration du wali Raïf Pacha. Sa construction a coûté la somme de 1 500 lires ottomanes, la moitié par souscription privée et l'autre moitié donnée par la municipalité.